# Mariléia dos Santos
Mariléia dos Santos (sinh ngày 19 tháng 11 năm 1963 tại Valença, Rio de Janeiro), biệt danh là Michael Jackson, là cựu tiền đạo bóng đá nữ của Đội tuyển bóng đá nữ quốc gia Brasil.

## Sự nghiệp
Vào năm 1988 Michael Jackson cùng câu lạc bộ EC Radar đại diện cho Brasil tại FIFA Women's Invitation Tournament ở Quảng Đông và giành hạng ba.
Cô sau đó cùng đội tuyển quốc gia Brasil dự Giải vô địch bóng đá nữ thế giới 1995 và Thế vận hội 1996.
Sau khi cùng Brasil dự Giải vô địch bóng đá nữ thế giới 1995, Michael Jackson chấp nhận đề nghị từ câu lạc bộ của Serie A là Torino.
Michael Jackson giải nghệ năm 46 tuổi. Theo báo chí Brasil trong sự nghiệp của mình cô ghi được 1574 bàn thắng. She đứng thứ ba trong danh sách của Liên đoàn Thống kê và lịch sử bóng đá quốc tế (IFFHS) cho cầu thủ bóng đá nữ Nam Mỹ xuất sắc nhất thế kỷ 20. Năm 2011 cô được chỉ định làm điều phối viên bóng đá nữ tại Brasil.

## Đời tư
Mariléia dos Santos chọn biệt danh Michael Jackson để bày tỏ lòng tôn kính đối với ca sĩ người Mỹ. Phát biểu vào năm 1999, cầu thủ Julie Foudy của Hoa Kỳ nói: "Cô ấy trông không giống Michael Jackson lắm, nhưng cô ấy có đeo găng tay một bên."